# مجتبی عسگری
مجتبی عسگری (زاده ۲۸ مرداد ۱۳۵۷ در اصفهان) خواننده و مدرس موسیقی اصیل و سنتی ایران است.

## زندگی‌نامه
مجتبی عسگری ۲۸ مرداد سال ۱۳۵۷ در اصفهان متولد شد. وی از شاگردان رضا طباطبایی، حسین عمومی و محمدرضا شجریان بوده است.

## استادان
از ۱۵ سالگی دوره‌های آواز را در هنرستان موسیقی اصفهان نزد قاسم معمارزاده آغاز کرد.
به مدت ۴ سال ردیف آوازی مکتب اصفهان را نزد سید رضا طباطبایی (از شاگردان تاج اصفهانی) فرا گرفت.
دورهٔ صداسازی را نزد حمیدرضا نوربخش گذراند و از محضر محمدعلی کیانی‌نژاد بهره جست.
طی سال‌های ۱۳۸۰ تا ۱۳۸۲ نزد حسین عمومی (از شاگردان تاج اصفهانی و ادیب خوانساری) که به گفته عسگری از بهترین و پربارترین دوران آموزش و کسب تجربه‌اش بوده است بهرهٔ فراوان گرفت.
از سال ۱۳۸۶ با شرکت در کارگاه تخصصی آواز، به شاگردی محمدرضا شجریان درآمد.

## افتخارات و جوایز
1. مقام اول آواز جشنوارهٔ بین‌المللی موقام کشور آذربایجان سال ۲۰۱۳
2. آلبوم برتر سال هفدهمین جشن خانهٔ موسیقی برای آلبوم «هیچ مگو».[۱۴]
3. مقام سوم آواز در فستیوال بین‌المللی ترانه‌های شرقی ازبکستان (سمرقند) در سال ۲۰۱۷[۱۵]
4. نامزد دریافت جایزه باربد بهترین خوانندگی برای آلبوم «با فراقت چند سازم» در سال ۱۳۹۶[۱۶][۱۷]
5. همکاری با ارکستر ملی ایران به رهبری فرهاد فخرالدینی[۱۸]
6. آلبوم برگزیدهٔ ماه دسامبر رادیو "Mundofonias" (اسپانیا) برای آلبوم «با فراقت چند سازم»[۱۹][۲۰]
7. آلبوم برگزیدهٔ بخش بهترین آلبوم موسیقی سنتی در جشنوارهٔ موسیقی بسطامی برای آلبوم «سحرخوانی» در سال ۹۲[۲۱]
8. جایزه باربد بهترین خوانندهٔ موسیقی دستگاهی در سی و ششمین جشنوارهٔ موسیقی فجر برای آلبوم «عشیران» در ۴ اسفند ۱۳۹۹[۲۲]
9. جایزه باربد بهترین خوانندهٔ موسیقی دستگاهی سی و هفتمین جشنوارهٔ موسیقی فجر برای آلبوم «بوستان سعدی» سال ۱۴۰۰[۲۳][۲۴]
10. دیپلم افتخار بهترین خوانندهٔ موسیقی دستگاهی سی و نهمین جشنوارهٔ موسیقی فجر برای آلبوم‌های «گمشده دل» و «هزار آوا» سال ۱۴۰۲[۲۵]

## کنسرت‌ها
- کنسرت «دست‌های به هم پیوسته» به سرپرستی کیوان ساکت با حضور بیش از هفتاد نوازنده سرشناس ارکستر سمفونیک تهران و ارکستر ملی در سالن همایش‌های برج میلاد تهران (بهمن ۱۳۹۲)[۲۶]
- اجرا در دانشگاه کورمانقزیف و انیستیتو ادبیات ایوزوف در شهر آلماتی و دانشگاه هنر شهر آستانه قزاقستان به سرپرستی و آهنگسازی آرش قاسمی با خوانندگی مجتبی عسگری (فروردین ۱۳۹۳)[۲۷]
- کنسرت در باغ نور اصفهان به مناسبت هفته نکوداشت اصفهان با ارکستر مجلسی خورشید به رهبری فرید اسماعیلی (اردیبهشت ۱۳۹۴)[۲۸]
- کنسرت گروه موسیقی خزان در اولین روز از همایش بین‌المللی حافظ و در حضور محمدرضا شجریان به خوانندگی مجتبی عسگری و سرپرستی و آهنگسازی سامان صادقیان (اردیبهشت ۱۳۹۴)[۲۹]
- اجرا در بزرگداشت عبدالوهاب شهیدی با حضور محمدرضا شجریان و هوشنگ ابتهاج و هوشنگ ظریف و حسن ناهید در بنیاد فرهنگی دکتر افشار توسط مجله بخارا (اردیبهشت ۱۳۹۴)[۳۰][۳۱]
- کنسرت با گروه سرو آزاد و مجید درخشانی در تالار وحدت (شهریور ۱۳۹۴)[۳۲]
- کنسرت گروه موسیقی سایه‌روشن در ششمین دوره فستیوال بین‌المللی للانشاد در شهر کنستانتین کشور الجزایر به دعوت ریاست جمهوری و وزارت فرهنگ این کشور و اجرایی مشترک با نصیر شمه (آذر ۱۳۹۴)[۳۳]
- ارکستر موسیقی ملی ایران به رهبری سهراب کاشف و با مدیریت هنری فرهاد فخرالدینی در تالار وحدت به یاد همایون خرم به خوانندگی مجتبی عسگری و محمد کرد (دی ۱۳۹۴)[۳۴]
- کنسرت گروه موسیقی خزان در تالار اپرای شهر ایروان ارمنستان به آهنگسازی سامان صادقیان و خوانندگی مجتبی عسگری (فروردین ۱۳۹۵)[۳۵]
- اجرا در دومین شب همایش عطار و موسیقی در فرهنگسرای ارسباران و اهدای لوح تقدیر به مجتبی عسگری (تیر ۱۳۹۵)[۳۶]
- کنسرت ریشه در خاک وطن به آهنگسازی و نوازندگی کیوان ساکت، آواز مجتبی عسگری و همراهی گروه موسیقی وزیری در تورنتو و دانشگاه واترلو (آذر ۱۳۹۵)[۳۷]
- کنسرت گروه نقش به آهنگسازی امیر شریفی و خوانندگی مجتبی عسگری در تالار رودکی (دی ۱۳۹۵)[۳۸]
- کنسرت گروه آن در سی و دومین جشنواره بین‌المللی فجر به سرپرستی آریا محافظ و خوانندگی مجتبی عسگری در فرهنگسرای نیاوران (دی ۱۳۹۵)[۳۹]
- کنسرت گروه صنم به سرپرستی امیرعباس ستایشگر و خوانندگی مجتبی عسگری در مونیخ آلمان (فروردین ۱۳۹۶)[۴۰]
- کنسرت ارکستر مجلسی زنجان به سرپرستی و آهنگسازی اصغر محمدی در فرهنگسرای امام خمینی شهر زنجان (فروردین ۱۳۹۶)[۴۱]
- کنسرت ارکستر مهر به رهبری مسعود هادی زاده و همراهی همایون رحیمیان در سالن کوثر اصفهان (تیر ۱۳۹۶)[۴۲]
- کنسرت گروه نقش در یازدهمین دوره فستیوال بین‌المللی «ترانهٔ شرقی سمرقند» ازبکستان به آهنگسازی امیر شریفی و خوانندگی مجتبی عسگری (شهریور ۱۳۹۶)[۴۳]
- کنسرت موسیقی ایرانی به مناسبت سالروز مولانا به سرپرستی جواد بطحایی و آواز مجتبی عسگری در تورنتو (مهر ۱۳۹۶)
- کنسرت موسیقی کردی و سنتی گروه نی بانگ به سرپرستی کاوه سپندار و خوانندگی بیژن کامکار و مجتبی عسگری در تالار وحدت (آذر ۱۳۹۶)[۴۴]
- اجرا در دومین دوره جشنواره موسیقی کلاسیک ایرانی در تالار رودکی (آذر ۱۳۹۶)[۴۵]
- اجرا در بیست و چهارمین مراسم شب آواز ایرانی در سالن سوره حوزه هنری (آذر ۱۳۹۶)[۴۶]
- کنسرت گروه مهتاب به سرپرستی احسان ذبیحی فر و خوانندگی مجتبی عسگری در سی و سومین جشنواره موسیقی فجر در تالار رودکی (دی ۱۳۹۶)[۴۷]
- کنسرت شبی با فخر موسیقی ایران ارکستر ملی ایران به رهبری فرهاد فخرالدینی در تالار وحدت (مرداد ۱۳۹۷)[۴۸]
- اجرا در نهمین دور از مجموعه کنسرت‌های چند شب چند آواز در تالار رودکی (آذر ۱۳۹۷)[۴۹]
- کنسرت ارکستر فلارمونیک سازهای ملی اصفهان به سرپرستی امین حیدری و آهنگسازی مجید درخشانی (اسفند ۱۳۹۷)[۵۰]
- اجرا در دوره یازدهم چند شب موسیقی ایرانی در تالار سبز شهر شیراز (مرداد ۱۳۹۸)[۵۰]
- کنسرت پنجگاه با گروه نقش (آبان ۱۳۹۸)[۵۱]
- کنسرت آنلاین موسیقی دستگاهی با گروه «فیه ما فیه» (مرداد ۱۳۹۹)[۵۲]
- اجرا با گروه چکاد (بهمن ماه ۱۳۹۹)[۵۳]
- کنسرت گروه مهرساز (مهر ۱۴۰۳)[۵۴]
- کنسرت مخمس با گروه نقش (مهر ۱۴۰۳)[۵۵]
- ۱۴۰۳ - ارکستر موسیقی ملی ایران در گرامی‌داشت یاد علی جعفریان به رهبری همایون رحیمیان در تالار وحدت تهران[۵۶]

## تدریس
- تدریس در آموزشگاه‌های معتبر موسیقی از سال ۱۳۷۸[۵۷] و همچنین تدریس در موزه موسیقی اصفهان[۵۸]
- کارگاه آموزشی موسیقی مباحثی پیرامون کلیات آواز ایرانی در دانشگاه واترلو کانادا[۵۹][۶۰]
- مستر کلاس آواز در آموزشگاه هنری نوید چکاوک شهر مشهد[۶۱]

## آلبوم‌ها
آلبوم‌های موسیقی منتشر شده:
1. همنشین دیرینه (۱۳۸۰) آهنگساز: امیرعباس ستایشگر
2. حدیث سرو و گل و لاله (۱۳۸۷) آهنگساز: جواد بطحایی
3. سرخانه ۱ و ۲ (اردیبهشت ۱۳۸۹) آهنگساز: سعید کردمافی، ساسان فاطمی، احسان ذبیحی فر، سعید نایب محمدی و پیام جهانمانی[۶۲]
4. شب جوانی (۱۳۸۹) آهنگساز: جهانشاه صارمی[۶۳]
5. دریغ (۱۳۹۱) آهنگساز: مسعود میرزایی
6. سرو خرامان (شهریور ۱۳۹۱) آهنگساز: سامان صادقیان[۶۴][۶۵]
7. نارنگ (آبان ۱۳۹۱) آهنگساز: سامان سردارایان[۶۶][۶۷]
8. رهاوی ۱ و ۲ (مرداد ۱۳۹۲) آهنگساز: ساناز نخجوانی، احسان ذبیحی فر[۶۸]
9. هیچ مگو (بهمن ۱۳۹۲) آهنگساز: احسان ذبیحی فر[۶۹]
10. سحر خوانی (اردیبهشت ۱۳۹۳) آهنگساز: همنوازان خاموش[۷۰][۷۱]
11. هنگام که گریه می‌دهد ساز (بهمن ۱۳۹۳) آهنگساز: حسام اینانلو[۷۲]
12. تا نفس باقیست (اسفند ۱۳۹۴) آهنگساز: امیرعباس ستایشگر[۷۳]
13. اندیشه‌های خاموشی (اسفند ۱۳۹۴) آهنگساز: کاوه سپندار[۷۴]
14. ده تصنیف (تیر ۱۳۹۵) آهنگسازان: امیر شریفی، سعید نایب محمدی، طینوش بهرامی، سیامک جهانگیری، پژمان طاهری، علی بهرامی فرد، پویان بیگلر، نگار خارکن، علی اصغر عربشاهی و حامد فکوری
15. پیام کوتاه (SMS) (تیر ۱۳۹۵)[۷۵]
16. خروش (شهریور ۱۳۹۵) آهنگساز: مجید درخشانی[۷۶][۷۷][۷۸]
17. آن روزها (دی ۱۳۹۵) آهنگساز: احسان ذبیحی فر[۷۹]
18. هر چه بود گذشت (تیر ۱۳۹۶) آهنگساز: فرید نجم الدین[۸۰]
19. با فراقت چند سازم (تیر ۱۳۹۶) آهنگساز: سپیده مشکی[۱۹]
20. حادثه عشق (شهریور ۱۳۹۷) آهنگساز: مهدی ایرانی[۸۱][۸۲][۸۳]
21. عشیران (اسفند ۱۳۹۷) آهنگساز: سعید کردمافی، علی کاظمی[۸۴][۸۵]
22. در گیسوی او پیچید (اردیبهشت ۱۳۹۸) آهنگساز: امیر شریفی[۸۶][۸۷]
23. یازده تصنیف از علینقی وزیری (شهریور ۱۳۹۸) آهنگساز: علینقی وزیری[۸۸]
24. هزاران (تیر ۱۴۰۰)[۸۹][۹۰]
25. بوستان سعدی به آهنگسازی سیاوش ولی پور (اردیبهشت ۱۴۰۰)[۹۱]
26. مست سراب با آهنگسازی محمدرضا عطار (خرداد ۱۴۰۱)[۹۲]
27. گمشده دل با آهنگسازی سعید هنرمند (اردیبهشت ۱۴۰۲)[۹۳]
28. هزار آوا با آهنگسازی مریم تژده (۱۴۰۲)[۹۴]
29. آوای دلتنگی با آهنگسازی مجید درخشانی (۱۴۰۳)
30. دستگاه‌های موسیقی ایران به روایت حسین علیزاده[۹۵] (۱۴۰۳) با اجرای مایه‌های همایون، بیات ترک و بیات کرد
31. رواق با آهنگسازی احمد رضاخواه (۱۴۰۳)[۹۶]

## نگارخانه

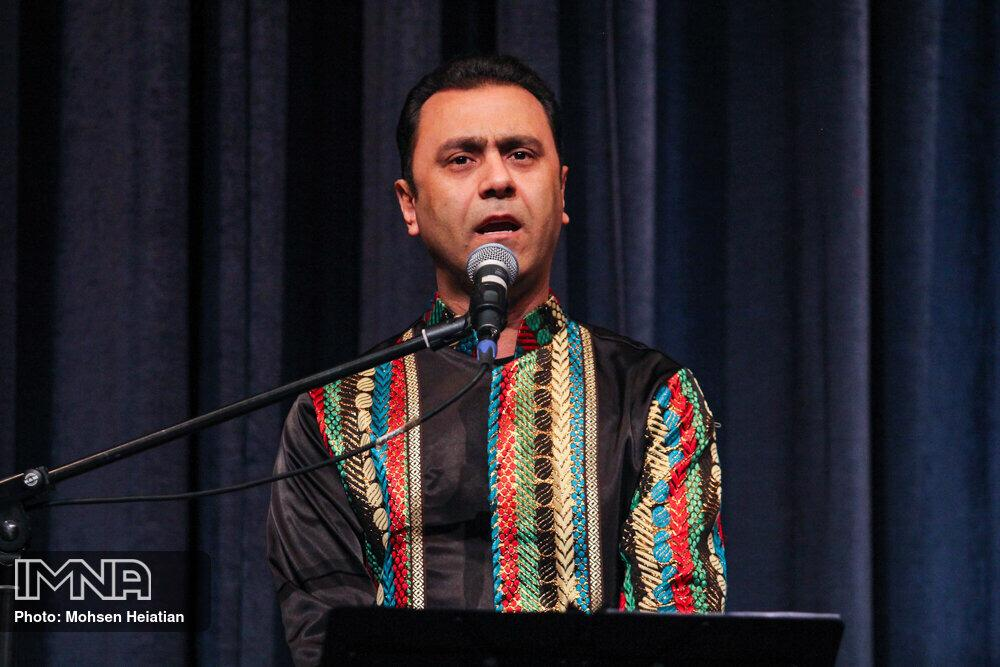
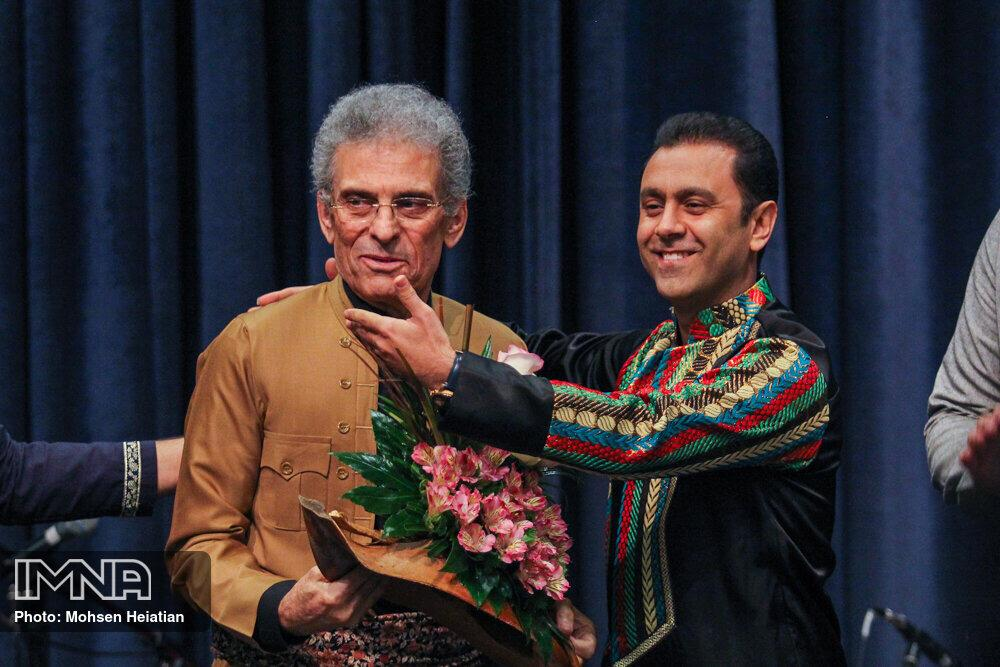
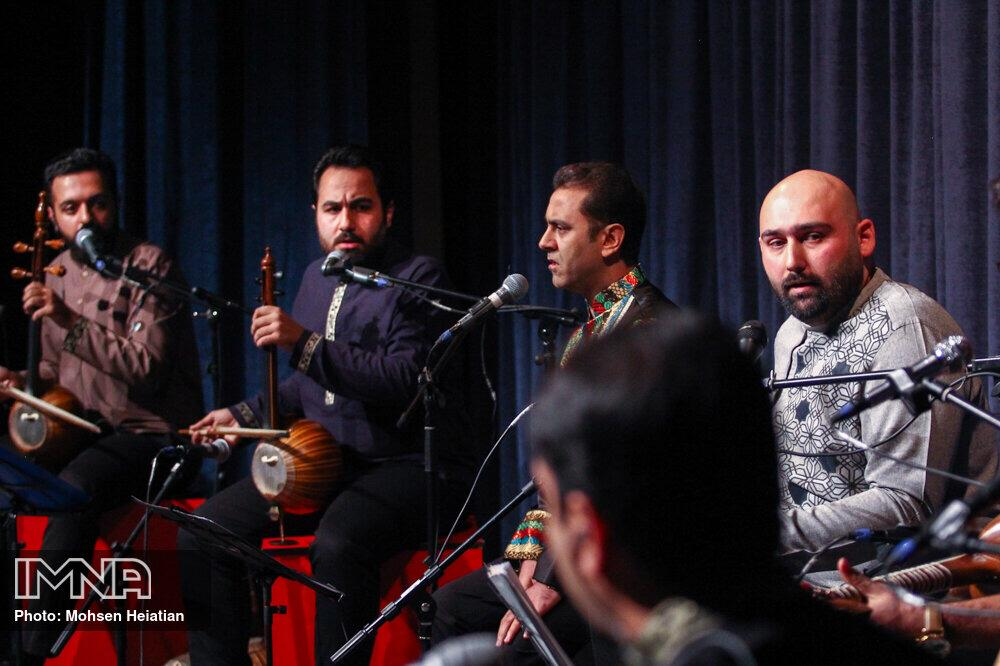
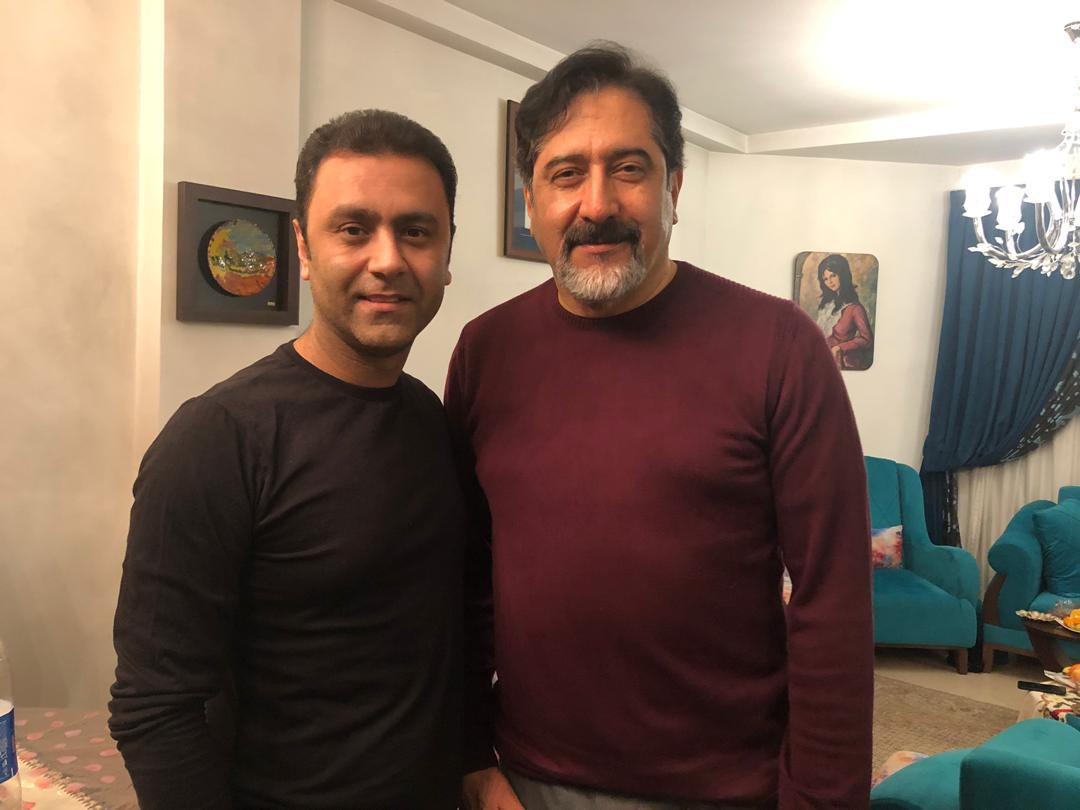
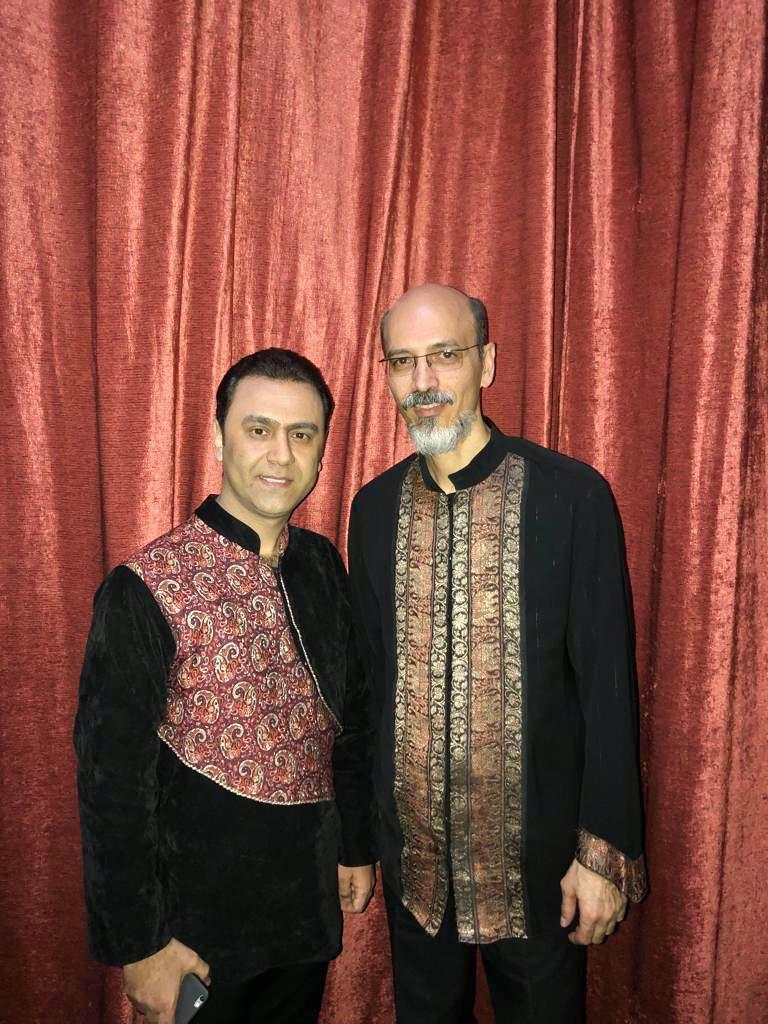